# Leonard Peterson
Carl Johan Leonard Peterson (Estocolm, 30 d'octubre de 1885 – Estocolm, 15 d'abril de 1956) va ser un gimnasta suec que va competir a primers del segle xx.
El 1908 va prendre part en els Jocs Olímpics de Londres, on guanyà la medalla d'or en la prova del concurs complet per equips, com a membre de l'equip suec.